# Wiaczesław Kulomin
Wiaczesław Walerjewicz Kulomin, ros. Вячеслав Валерьевич Кулёмин (ur. 14 czerwca 1990 w Nogińsku) – rosyjski hokeista, reprezentant Rosji.

## Kariera
- CSKA 2 Moskwa (2005-2009)
- CSKA Moskwa (2008-2012)
  -  Krasnaja Armija Moskwa (2009-2012)
- Witiaź Czechow (2012-2013)
- Torpedo Niżny Nowogród (2013-2018)
- Dinamo Moskwa (2018-)

Wychowanek CSKA Moskwa. Od lipca 2012 zawodnik Witiazia Czechow. Od maja 2013 ponownie w CSKA, związany dwuletnim kontraktem. Mimo tego w lipcu 2013 został zawodnikiem Torpedo Niżny Nowogród. Pod koniec września 2018 podpisał kontrakt próbny z Dinamem Moskwa, ważny do 8 października tego roku. W kwietniu 2021 prolongował umowę o kolejny rok.

## Sukcesy
Reprezentacyjne
- Srebrny medal mistrzostw świata juniorów do lat 18: 2008

Klubowe
- Złoty medal MHL /  Puchar Charłamowa: 2011 z Krasnaja Armija Moskwa
- Srebrny medal MHL: 2012 z Krasnaja Armija Moskwa
- Brązowy medal mistrzostw Rosji: 2020 z Dinamem Moskwa